# Dulce María González
Dulce María González (Monterrey, 11 de julio de 1958 − Ibídem, 11 de julio de 2014) fue una escritora mexicana, poeta, novelista y columnista de análisis literario. Es una de las figuras fundamentales de la literatura de Nuevo Léon y de México con una importante obra que atraviesa lo personal con lo histórico, lo filosófico y lo poético. Sus letras nos narran lo cotidiano del vivir en el norte de México.
Obtuvo el grado de Licenciada en Letras Españolas por la Universidad Autónoma de Nuevo León.

## Biografía
Fue coordinadora del Centro de Escritores de Nuevo León entre 2003 y 2005, vocal de literatura del Consejo para la Cultura y las Artes de Nuevo León de 1995 a 1997, becaria del Fondo Estatal para la Cultura y las Artes de Nuevo León en 1999, del Fondo Nacional para la Cultura y las Artes en 1996 y del Centro de Escritores de Nuevo León de 1988 a 1989. Fue maestra de literatura en la Escuela de Teatro de la Facultad de Filosofía y Letras de la UANL, y en el área de Humanidades de la Universidad de Monterrey.
Fue maestra de Apreciación de las Artes en la Facultad de Medicina de la UANL, y titular desde el 2001 de la columna Literespacio en la sección ARTE del periódico El Norte. En febrero de 2002 recibió el Premio Nuevo León de Literatura por la novela Mercedes Luminosa, y en septiembre de 2003 el Premio a las Artes, reconocimiento que otorga la UANL a los artistas de Nuevo León por su trayectoria.
Falleció el mismo día de su cumpleaños: 11 de julio de 2014 por complicaciones del cáncer que padecía.

## Obras
- Gestus (crítica de teatro) en la Dirección de Publicaciones del Estado de Nuevo León, 1991.
- Detrás de la máscara (cuento) en Editorial Premiá, Universidad Autónoma de Puebla y Universidad Autónoma de Zacatecas, 1993.
- Donde habiten los dioses (prosas) en la Colección Abra-palabra, Alcaldía de Guadalupe, Nuevo León, 1994.
- Crepúsculos de la ciudad (crónica) en Libros de la Mancuspia, 1996.
- Ojos de Santa (poesía) Ed. Castillo, 1996.
- Elogio del triángulo (narraciones) en la Colección Los Cincuenta, coedición del Consejo Nacional para la Cultura y las Artes y la Universidad Autónoma de Nuevo León, 1998.
- Mercedes luminosa (novela) en la Dirección de Publicaciones del Consejo para la Cultura y las Artes de Nuevo León, 2005.
- Encuentro con Antonio (novela), Colección Árido Reino, Dirección de Publicaciones del Consejo para la Cultura y las Artes de Nuevo León, 2006.
- Los suaves ángulos (novela), Colección Contemporáneos, Editorial Jus en coedición con UANL, 2009.
- Un océano divide (poesía, en colaboración con el artista visual Oswaldo Ruiz), Vaso Roto Poesía en coedición con UANL, 2012